# Kompetenznachweis
Ein Kompetenznachweis ist ein Dokument, das persönliche Fähigkeiten von Personen darstellt. Es kann dabei die Form eines Rasters, eines Textes, eines Diagramms oder einer Mischung daraus besitzen. Die Kompetenzen können in die vier Bereiche Fach-, Methoden-, Sozial- und Selbstkompetenz untergliedert werden.

## Schriftliche Nachweise basierend auf pädagogisch begleiteten Verfahren
Schriftliche Kompetenznachweise werden meist für Jugendliche in Zusammenarbeit mit einem Mentor erarbeitet. Wesentlich für dieses Instrument sind mehrschrittige pädagogisch begleitete Verfahren mit einem Kompetenzfeststellungsverfahren. Beispiel hierfür sind das Abschlussportfolio NRW (kurz: APF), der Kompetenznachweis Kultur sowie der Kompetenznachweis International. Dies sind schriftliche Dokumentation, in denen an konkreten Situationen beschrieben wird, welche Kompetenzen vom betreffenden Jugendlichen gezeigt wurden. Ziel dieser Kompetenznachweise ist, Jugendliche beim Einstieg in das Berufsleben zu unterstützen. Sie sollen die Möglichkeit der Selbstdarstellung erweitern, indem der Nachweis in einem Bewerbungsgespräch Anlass sein kann, über die eigenen Fähigkeiten zu sprechen und die Aussagen durch den Nachweis glaubhaft zu belegen. Darüber hinaus soll das Selbstbewusstsein der Jugendlichen gestärkt werden, indem die Jugendlichen sich ihrer Fähigkeiten und Stärken bewusst werden und lernen, diese zu formulieren.
Der Kompetenznachweis Kultur ist ein Bildungspass. Er wird an Jugendliche ab 12 Jahren vergeben, die aktiv an künstlerischen und kulturpädagogischen Angeboten teilnehmen. Der Kompetenznachweis APF wird an Schulen in der Regel ab Klasse 8 oder 9 an Schüler vergeben, die aktiv an schulischen Projekten wie Praktika, Schauspiel, Improvisationstheater, Handwerk, Jahresarbeit, Auslandsaufenthalt usw. teilgenommen haben. Der Kompetenznachweis International ist von der Fachstelle für Internationale Jugendarbeit der Bundesrepublik Deutschland e.V. entwickelt worden. Er richtet sich an Jugendliche, die sich in internationalen Projekten engagieren. Alle genannten Kompetenznachweise sind Nachweis darüber, welche individuellen personalen, sozialen, methodischen und künstlerischen Kompetenzen die Jugendlichen während des Projektes gezeigt und weiterentwickelt haben.
Alle Kompetenznachweise entstehen gemeinsam mit dem Jugendlichen. Es kommt zu einem Austausch zwischen dem Jugendlichen und dem Projektleiter über die individuellen Stärken, über Lernerfahrungen und Wirkungen des eigenen künstlerischen, bzw. fachlichen und sozialen Handelns. Es erfolgt eine schriftliche Dokumentation, in der jeweils die Situationen beschrieben werden, in denen die Kompetenzen gezeigt wurden.

## Online erstellte Nachweise
Bei Online-Kompetenznachweisen handelt es sich um eine Auflistung von Kompetenzen in einer Urkunde oder Beschreibung mit oder ohne Textbausteinen. Diese soll einen Nachweis für ehrenamtliches Engagement darstellen. Ehrenamtlich engagierte Bürger können das eigene soziale Engagement individuell dokumentieren und nach außen sichtbar machen. Auf diese Weise können sie ihr Engagement für die Gesellschaft auch für sich persönlich, zum Beispiel bei Bewerbungen, nutzen. Die vom Nutzer online angegebenen Kompetenzen werden auf einer Urkunde dokumentiert. Die Organisation bestätigt durch Unterschrift den Inhalt.
Kritik an dieser Art von Nachweis ist, dass sie über konkrete Kompetenzen personaler oder sozialer Art nur wenig aussagen. Einige dieser Nachweise zählen zwar Kompetenzen auf, bieten aber kein dazugehöriges Mess- bzw. Bilanzierungssystem an.

### Beispiele
- Kompetenznachweis für Ehrenamt und freiwilliges Engagement Thüringen[10]
- Kompetenznachweis für Ehrenamt und Freiwilligenarbeit Hessen[11]
- Kompetenznachweis Bayrischer Jugendring[12]
- Kompetenznachweis über ehrenamtliche Tätigkeit im Jugendverband[13]
- Der Engagement- und Kompetenznachweis Rheinland-Pfalz[14]
- Engagiert in Niedersachsen – der landesweite Kompetenznachweis über ehrenamtliche Tätigkeit[15]
- EU-Kompetenznachweis A1/A3 (UAS-Steuerung)[16]

## Bilanzierungsverfahren
Eine weitere Gruppe von Nachweisen sind Bilanzierungsverfahren zur Berufsorientierung. Die Verfahren sind biographisch orientiert oder stammen aus dem Bereich der Eignungsdiagnostik. Sie arbeiten mit der Methode der Selbstreflexion. Der Anwender setzt sich mit den eigenen Tätigkeiten, Lernerfahrungen, Vorlieben und Kompetenzen auseinander. Das Ziel diese Kompetenzfeststellungsverfahrens ist die Eigenverantwortung von Personen durch eine Selbstreflexion zu unterstützen.

### Beispiele
- ProfilPASS
- Kompetenzbilanz (DJI)[18]
- Berufswahlpass[19]
- Talentkompass NRW[20]
- Kompetenzbilanz NRW[21]
- Jobmappe NRW[22]
- Qualifizierungspass[23]
- Instrument zur Erfassung von Schlüsselkompetenzen (IESKO)